# Marmosa tyleriana
Marmosa tyleriana — південноамериканський сумчастий з родини Didelphidae. Він мешкає в тропічних лісах Гвіанського нагір'я на півдні Венесуели на висоті від 1300 до 2200 метрів. Цей вид був знайдений лише на трьох ізольованих тепуї (Ауянтепуї, Марауака та Сарісаріньяма). Усі три ці місця розташовані в охоронних зонах (національні парки Канайма, Дуїда-Марауака та Хауа-Сарісаріньяма). Латинська назва виду посилається на середовище існування, де вперше було знайдено опосума – ліс Тайлерії. Назва своєю чергою походить від імені Сідні Ф. Тайлера, американського історика та фотографа, який допоміг фінансувати експедицію Американського музею природної історії 1928-29 років до верхів'їв Оріноко, під час якої було виявлено опосума.